# Cryptosylvicola randrianasoloi
El silvícola críptico (Cryptosylvicola randrianasoloi) es una especie de ave paseriforme de la familia Bernieridae endémica de Madagascar. Es la única especie del género Cryptosylvicola.

## Distribución y hábitat
Se encuentra únicamente en los montes del este de la isla de Madagascar. Su hábitat natural es la selva subhúmeda de Madagascar.